# Charles-Louis Lesur
Charles-Louis Lesur, né à Guise le 24 août 1770 et mort à Paris le 1er octobre 1849, est un essayiste politique français.

## Biographie
Il vint à Paris au commencement de la Révolution française et embrassa la carrière des armes ; mais son goût pour les lettres le ramena dans la capitale, et il composa quelques pièces de théâtre, notamment la Veuve du républicain, ou le Calomniateur, comédie en trois actes et en vers, Paris, in-8° ; l'Apothéose de Beaurepaire, pièce en un acte et en vers, 1792, in-8°. Cette dernière pièce est consacrée à la panthéonisation de Nicolas Beaurepaire.
Il se livra aussi à la poésie et écrivit une épopée, les Francs, en dix chants, 1797, in-8°. Mais Lesur se tourna bientôt vers des études d'histoire et de droit public. Il obtint un emploi au ministère des relations extérieures, sous Talleyrand, et fut nommé ensuite un des inspecteurs de la loterie de Paris, place qu'il conserva jusqu'en 1825. En 1811, il fit paraître : De la politique et des progrès de la puissance russe depuis son origine jusqu'au commencement du XIXe siècle, Paris, 1807, in-8° ; 2e édit., 1811.
En 1810, il donna, sous le voile de l'anonyme, Mémoire sur la conduite de la France à l'égard des neutres, in-8°, et Tableau historique de la politique de la cour de Rome, depuis l'origine de sa puissance temporelle jusqu'à nos jours, in-8°, . En 1814 parut son Histoire des Kosaques, 2 vol. in-8°.
Après la restauration, il fit paraître : La France et les Français en 1817, tableau moral et politique, qui eut une 2e édition l'année suivante et dont le succès lui donna l'idée de son Annuaire historique universel, dont le 1er volume parut en 1818, et qui a été continué jusqu'en 1861 (et publié jusqu'en 1866) d'abord par  Ulysse Tencé, sous la direction de Lesur lui-même puis par  A. Fouquier et Desprez, et, en dernier lieu, par  A. Fouquier seul.
Ce recueil, imité de l' Annual Register, donne un résumé des événements de l'année et des faits qui intéressent la marche des idées et des choses ;  On doit encore à Lesur de nombreuses brochures politiques, et le Précis des causes qui ont amené le démembrement de la Pologne, dans les Mémoires sur les révolutions de Pologne, de Pistor, Berlin, 1806.

## Source
« Charles-Louis Lesur », dans Louis-Gabriel Michaud, Biographie universelle ancienne et moderne : histoire par ordre alphabétique de la vie publique et privée de tous les hommes avec la collaboration de plus de 300 savants et littérateurs français ou étrangers, 2e édition, 1843-1865 [détail de l’édition]